# Пехцин
Пехцин (пол. Piechcin, нім. Hansdorf) — село в Польщі, у гміні Барцин Жнінського повіту Куявсько-Поморського воєводства.
Населення — 2987 осіб (2011).
У 1975-1998 роках село належало до Бидгощського воєводства.

## Демографія
Демографічна структура станом на 31 березня 2011 року:
|          | Загалом | Допрацездатний вік | Працездатний вік | Постпрацездатний вік |
| -------- | ------- | ------------------ | ---------------- | -------------------- |
| Чоловіки | 1448    | 264                | 1056             | 128                  |
| Жінки    | 1539    | 276                | 958              | 305                  |
| Разом    | 2987    | 540                | 2014             | 433                  |